# 방사선의학연구소
방사선의학연구소(放射線醫學硏究所)는 방사선종양학, 핵의학, 방사선생명학, 의공학, 생명공학기술 등을 기반으로 한 방사선 및 방사성동위원소의 의학적 이용연구를 위해 설립된 한국원자력의학원 부설 방사능 전문 연구기관이다. 서울특별시 노원구 노원길 75(공릉동 215-4)에 위치하고 있다.

## 연혁
- 1989년 3월 13일 국내 최초 사이클로트론 의료용 방사성동위원소 생산 개시
- 1995년 7월 7일 신축 연구동 준공
- 2004년 12월 24일 방사선의학연구센터 제 2연구동 기공식
- 2006년 6월 30일 연구센터 준공
- 2007년 3월 27일 방사선의학연구센터를 방사선의학연구소로 승격
- 2010년 9월 27일 연구원 창업기업 설립 승인 - (주)헬스바이오메드

## 조직

### 방사선의학연구소장

#### 연구기획실
- 연구기획팀
- 연구관리팀
- 연구기술지원팀
- 실험동물실
- 방사선안전관리팀

## 소속기관
- 방사선치료연구센터